# Enterocyt

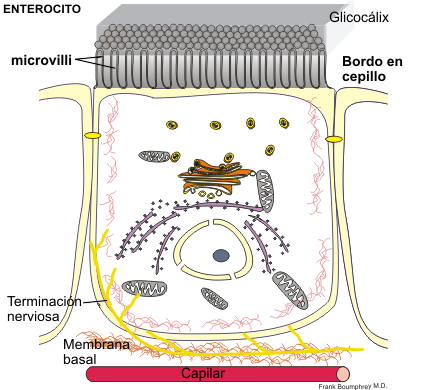
Enterocyt

Enterocyty – komórki jelita cienkiego, budujące nabłonek błony śluzowej jelita razem z komórkami kubkowymi oraz komórkami endokrynowymi. Enterocyty są to komórki podłużne, pokrywa je od strony światła jelita rąbek szczoteczkowy, jądra komórkowe są umieszczone w podstawnej części komórki, poszczególne enterocyty łączą się obwódkami zamykającymi. Enterocyty biorą udział w procesie wchłaniania z jelita cienkiego do krwi, za pomocą rąbka szczoteczkowego pobierają substancje ze światła jelita i oddają do naczyń krwionośnych oraz limfatycznych, które znajdują się pod nabłonkiem. Wytwarzają połączenia adherens, occludens i desmosomy.